# رائول فرناندز (بازیکن بسکتبال)
رائول فرناندز (اسپانیایی: Raúl Fernández‎؛ ۱۷ سپتامبر ۱۹۰۵ – ۴ سپتامبر ۱۹۸۲) بازیکن بسکتبال اهل مکزیک بود.